# Metrica di Kasner
La metrica di Kasner è una soluzione esatta per la teoria della relatività generale di Einstein. Essa descrive un universo anisotropico senza materia (i.e., è una soluzione di vuoto). Può essere scritta in ogni dimensione {\displaystyle D>3} di spazio-tempo e ha forti connessioni con lo studio del caos gravitazionale.

## La metrica e le condizioni di Kasner
La metrica nelle dimensioni di spazio-tempo {\displaystyle D>3} è
{\displaystyle {\text{d}}s^{2}=-{\text{d}}t^{2}+\sum _{j=1}^{D-1}t^{2p_{j}}[{\text{d}}x^{j}]^{2}},
e contiene le costanti {\displaystyle D-1} e {\displaystyle p_{j}}, chiamate esponenti di Kasner.  La metrica descrive uno spazio-tempo le cui porzioni di tempo-uguale sono spazialmente piane. Tuttavia lo spazio si espande e si contrae a differenti velocità (rates) in diverse direzioni, a seconda dei valori della {\displaystyle p_{j}}. Le particelle da valutare in questa metrica la cui coordinata co-movente differisce da {\displaystyle \Delta x^{j}} sono separate da una distanza fisica {\displaystyle t^{p_{j}}\Delta x^{j}}.
La metrica di Kasner è una soluzione esatta delle equazioni di Einstein nel vuoto quando gli esponenti di Kasner soddisfano le seguenti condizioni di Kasner,
{\displaystyle \sum _{j=1}^{D-1}p_{j}=1,}
{\displaystyle \sum _{j=1}^{D-1}p_{j}^{2}=1.}
La prima condizione definisce un piano, il piano di Kasner, e la seconda descrive una sfera, la sfera di Kasner. Le soluzioni (scelte di {\displaystyle p_{j}}) che soddisfano le due condizioni dunque giacciono sulla sfera laddove si intersecano (talvolta in modo inappropriato detta anche sfera di Kasner). Nelle dimensioni di spazio-tempo {\displaystyle D}, lo spazio delle soluzioni quindi si trova su una sfera {\displaystyle S^{D-3}} di dimensione {\displaystyle D-3}.

## Caratteristiche della metrica di Kasner
Ci sono parecchie caratteristiche notevoli e insolite della soluzione di Kasner:
- Il volume delle porzioni spaziali va sempre a {\displaystyle t}.  Questo perché il loro volume è proporzionale a {\displaystyle {\sqrt {-g}}}, e

{\displaystyle {\sqrt {-g}}=t^{p_{1}+p_{2}+\cdots +p_{D-1}}=t}
dove abbiamo utilizzato la prima condizione di Kasner.  Dunque {\displaystyle t\to 0} può descrivere o un Big Bang o un Big Crunch, a seconda del senso di {\displaystyle t}
- L'espansione o contrazione dello spazio isotropica non è permessa. Se le porzioni spaziali si stessero espandendo isotropicamente, allora tutti gli esponenti di Kasner dovrebbero essere uguali, e perciò {\displaystyle p_{j}=1/(D-1)} per soddisfare la prima condizione di Kasner. Ma in questo caso la seconda condizione di Kasner non può essere soddisfatta, per

{\displaystyle \sum _{j=1}^{D-1}p_{j}^{2}={\frac {1}{D-1}}\neq 1.}
La metrica FLRW impiegata in cosmologia, al contrario, è in grado di espandersi o contrarsi isotropicamente a causa della presenza di materia.
- Con un po' più di lavoro, si può dimostrare che almeno un esponente di Kasner è sempre negativo (a meno che non ci troviamo in una delle soluzioni con un unico {\displaystyle p_{j}=1}, e il resto che tende a zero). Supponiamo di prendere la coordinata tempo {\displaystyle t} che aumenta da zero. Allora questo implica che, mentre il volume di spazio aumenta come {\displaystyle t}, almeno una direzione (corrispondente all'esponente negativo di Kasner) si sta in realtà contraendo.

- La metrica di Kasner è una soluzione per le equazioni del vuoto di Einstein, e così il tensore di Ricci tende sempre a zero per ogni scelta di esponenti che soddisfino le condizioni di Kasner. Il tensore di Riemann tende a zero soltanto quando un unico {\displaystyle p_{j}=1} e il resto tende a zero. Questo ha come conseguenza interessante che questa particolare soluzione di Kasner debba essere una soluzione di ogni estensione della relatività generale in cui le equazioni di campo sono costruite dal tensore di Riemann.